# جيمس إل. كوفمان
جيمس إل. كوفمان (بالإنجليزية: James L. Kauffman)‏ هو ضابط أمريكي، ولد في 18 أبريل 1887 في أوهايو في الولايات المتحدة، وتوفي في 21 أكتوبر 1963 في بيثيسدا في الولايات المتحدة.